# زمستان

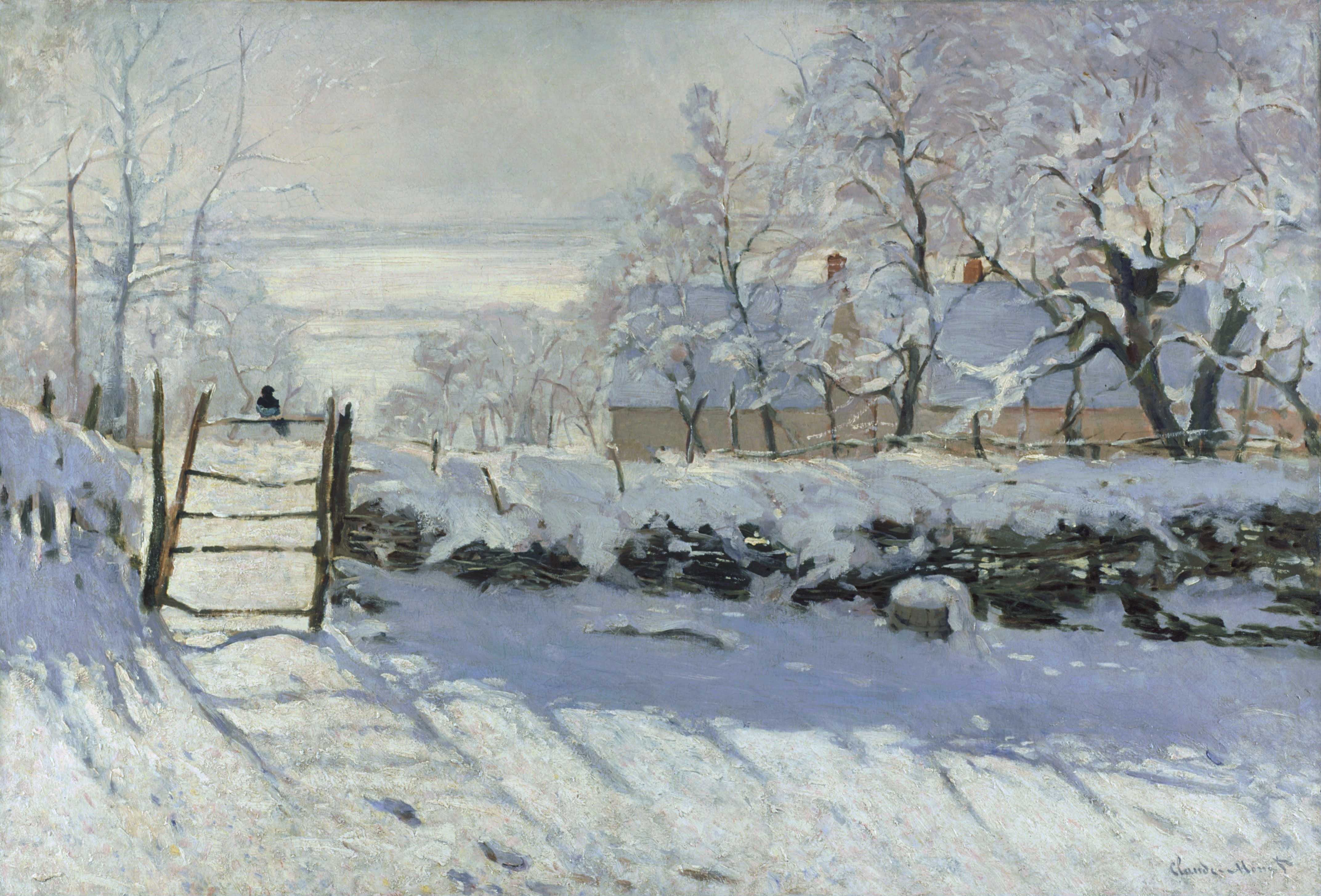
زاغی نقاشی زمستان نرماندی، اثر کلود مونه

زِمِستان چهارمین فصل از فصل‌های سال تقویم جلالی و نخستین فصل تقویم میلادی است. این فصل سردترین فصل سال است.
زمستان در نیم‌کرهٔ شمالی بر اساس تقویم جلالی ماه‌های دی، بهمن و اسفند است این در حالیست که در نیم‌کرهٔ جنوبی ماه‌های تیر، مرداد و شهریور زمستان است.
زمستان معمولاً سردترین فصل سال است. در این فصل، در برخی نواحی، دمای هوا به زیر صفر درجهٔ سانتیگراد و در کشوری مانند روسیه حتی تا -۵۱ سانتی‌گراد نیز می‌رسد. در زمستان برخی جانوران مانند خرس به خواب زمستانی می‌روند و در فصل بهار دوباره زندگی را از سر می‌گیرند.

## هواشناسی

یک نگاره پویانمایی که پوشش برف را بر روی نقشه نشان می‌دهد.

زمستان فصلی با روزهای کوتاه و شب‌های طولانی و سرد است. میانگین دمای زمستان معمولاً در ماه دی به پایین‌ترین مقدار خود (در نیم‌کرهٔ شمالی) می‌رسد. بوران، برف، کولاک، یخ‌بندان معابر و جاده‌ها، مه و پوشیده شدن کوه‌ها از برف از خصوصیات فصل زمستان است که اغلب هر کدام به تنهایی باعث اختلال در عبور و مرور می‌شوند. گاهی پدیدهٔ هواشناسی نادری در طول زمستان با نام یخ‌مه رخ می‌دهد که متشکل از بلورهای یخ معلق در هوا است. این پدیده تنها در دماهای بسیار پایین (زیر ۳۰- درجه سانتیگراد) رخ می‌دهد.
در نیم‌کرهٔ جنوبی، به‌خاطر بیشتر بودن اقلیم اقیانوسی در مقایسه با نیم‌کرهٔ شمالی و در عین حال کمتر بودن خشکی در عرض‌های پایین‌تر از ۴۰- درجه، زمستان خفیف‌تر و برف و یخ کمتر است. در این منطقه، بارش برف در نواحی مرتفع مانند رشته کوه‌های آند، کوه‌های نیوزیلند و مناطق جنوب پاتاگونیا در آمریکای جنوبی رخ می‌دهد. در قطب جنوب، برف در طول سال می‌بارد.
فصل زمستان از لحاظ نجومی با نقطه انقلاب زمستانی که کوتاه‌ترین روز سال است آغاز شده و با نقطهٔ اعتدال بهاری پایان می‌یابد.

### علت
علت سرد شدن زمین در زمستان، نه دوری آن از خورشید است و نه کمتر شدن فعالیت خورشید. زاویهٔ محور چرخش زمین نسبت به صفحهٔ مداری زمین دارای انحراف ۲۳٫۴۴ درجه‌ایست و همین انحراف نقش مهمی در تغییرات آب و هوایی زمین دارد. در زمستانِ نیم‌کرهٔ شمالی، خورشید بر این مناطق به صورت مورب می‌تابد و پرتوهای موازی تابشی از خورشید باید سطحی بیضی‌وار را گرم کنند. به علت کروی بودن زمین، این سطح بیضی‌وار کشیده‌تر نیز می‌شود و در نتیجه نور و گرمای کمتری به واحد سطح می‌رسد. ناظر زمینی، خورشید زمستانی را در ارتفاعی پایین‌تر از خورشید تابستانی می‌بیند. در مقایسه با این اثرات، تغییرهای آب و هوایی در زیاد شدن فاصلهٔ زمین در مدار بیضوی‌اش با خورشید ناچیز است.

## نگارخانه

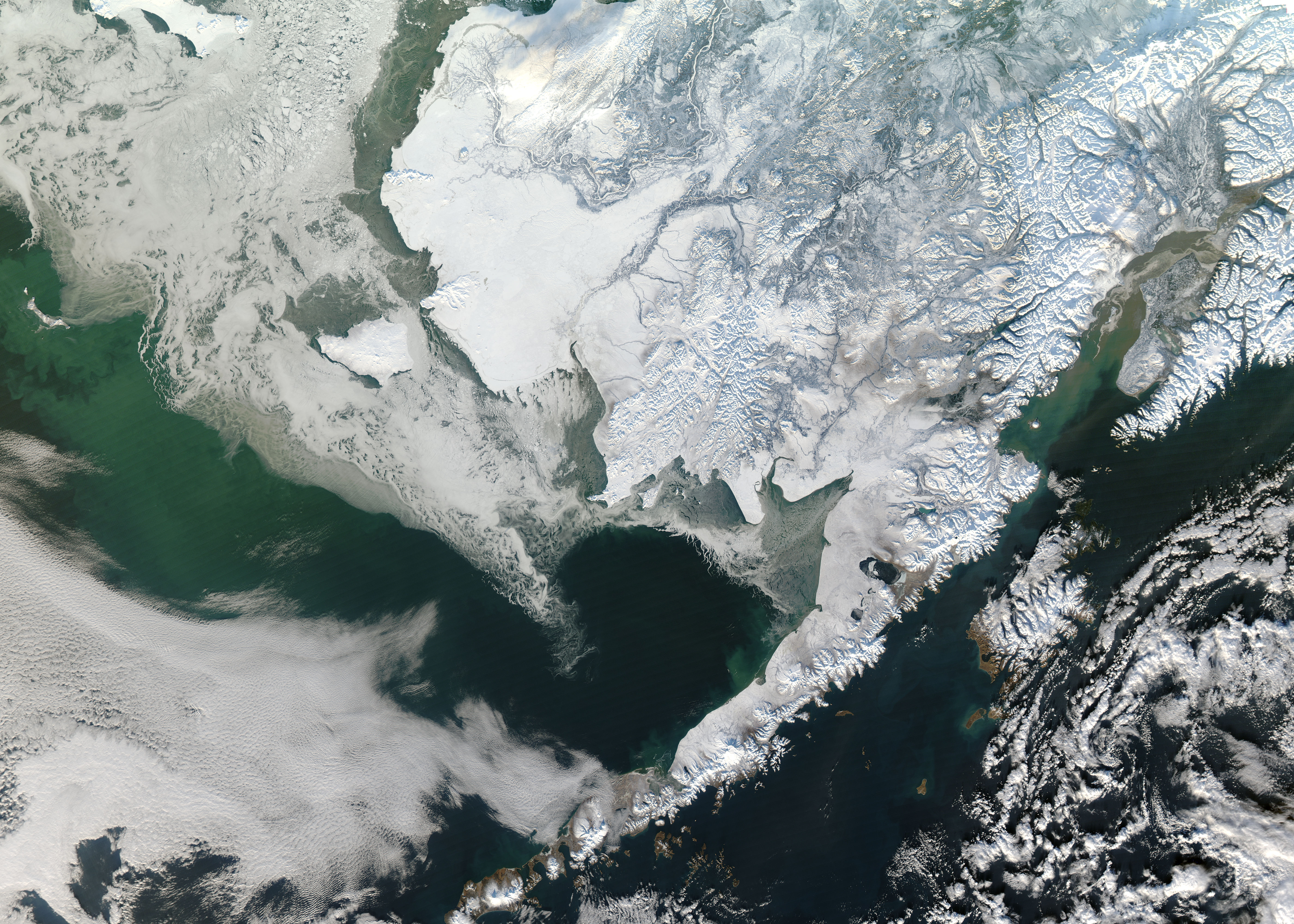
تصویر هوایی در فصل زمستان از بخش غربی و جنوبی ایالت آلاسکا
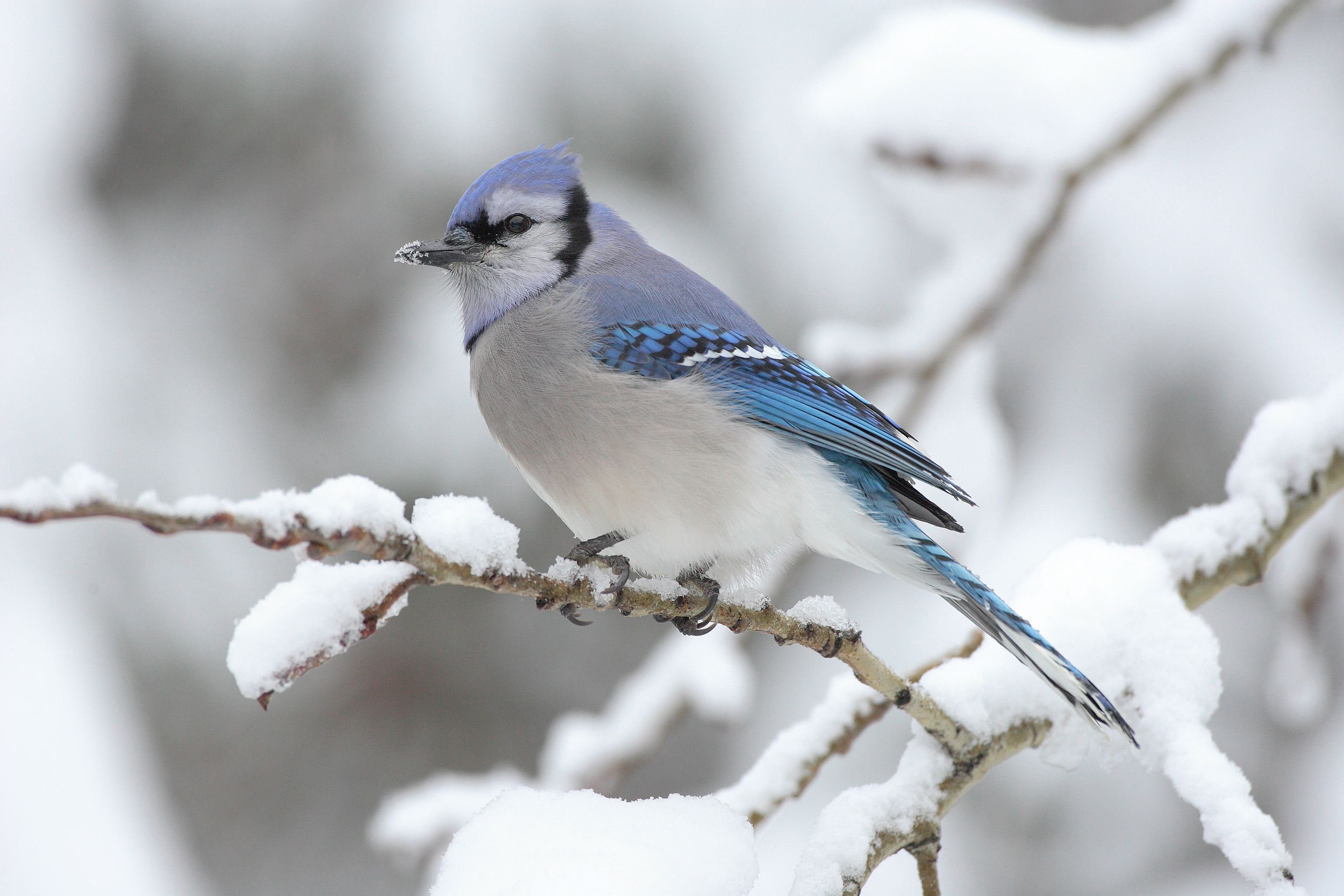
جیجاق آبی در زمستان
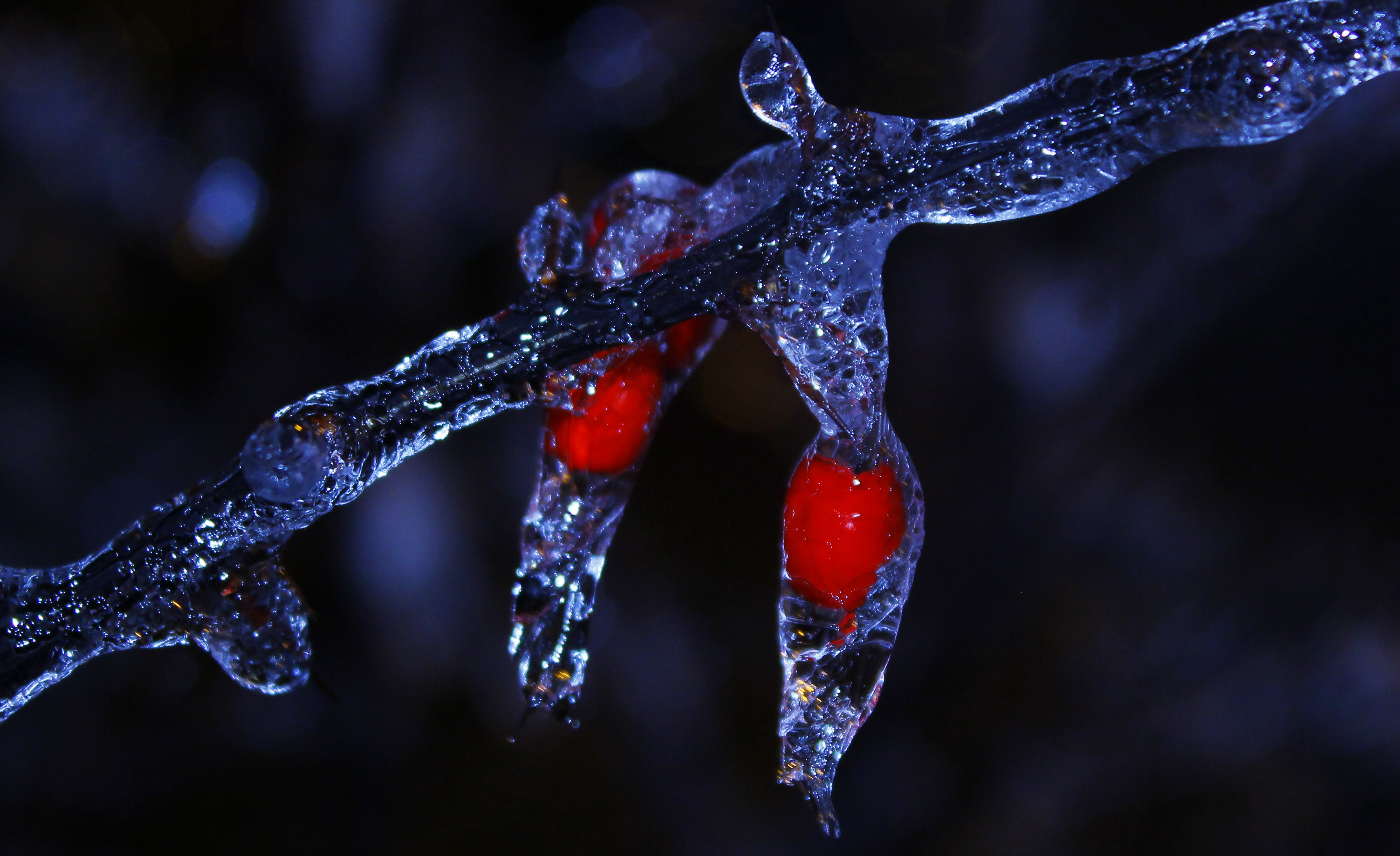
بلور یخ بر روی یک شاخه
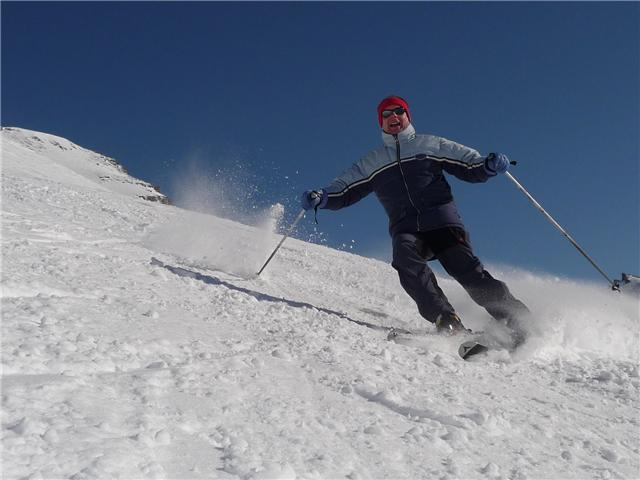
ورزش‌های زمستانی
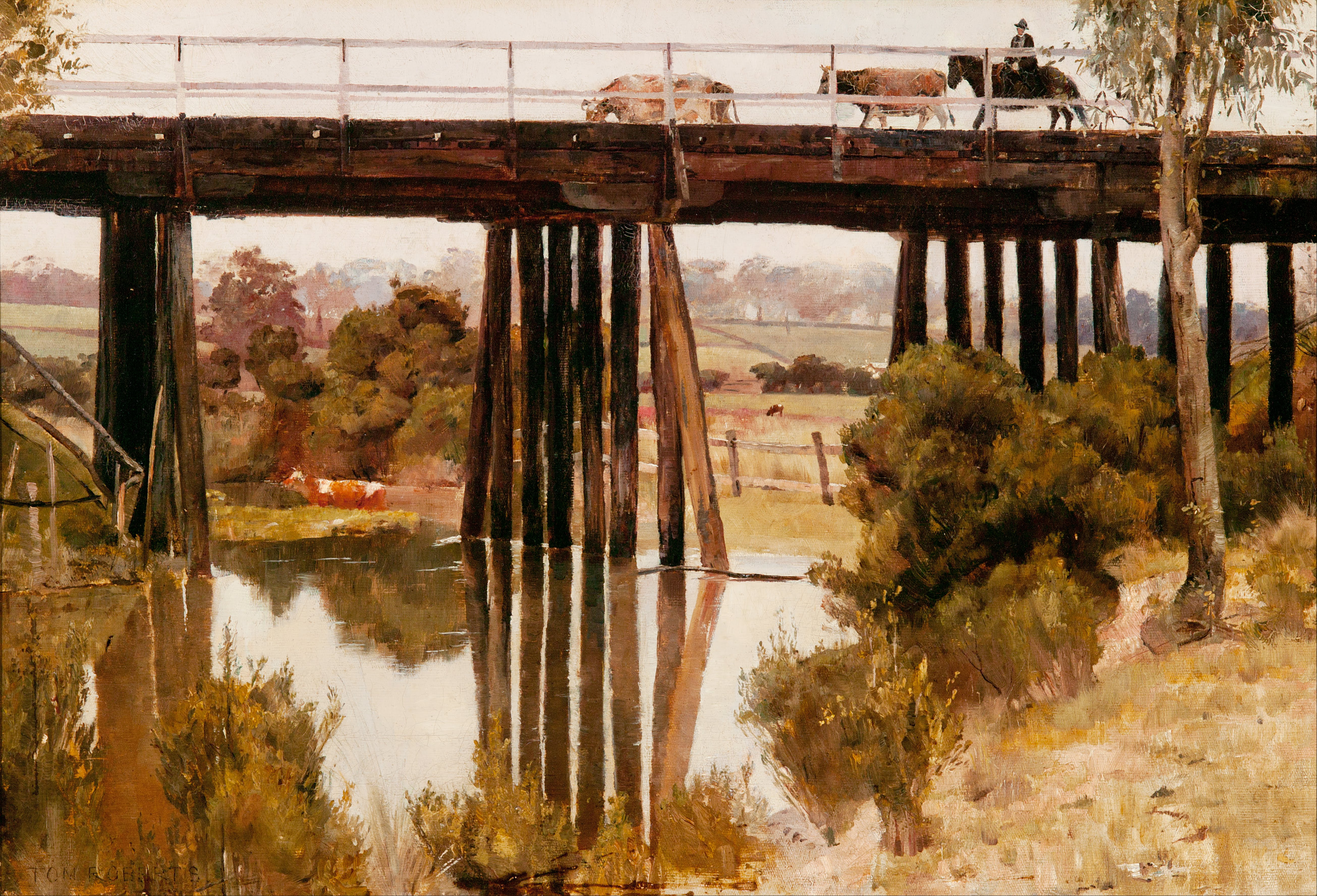
صبحی زمستانی پس از باران، گاردینر کریک اثر تام رابرتز
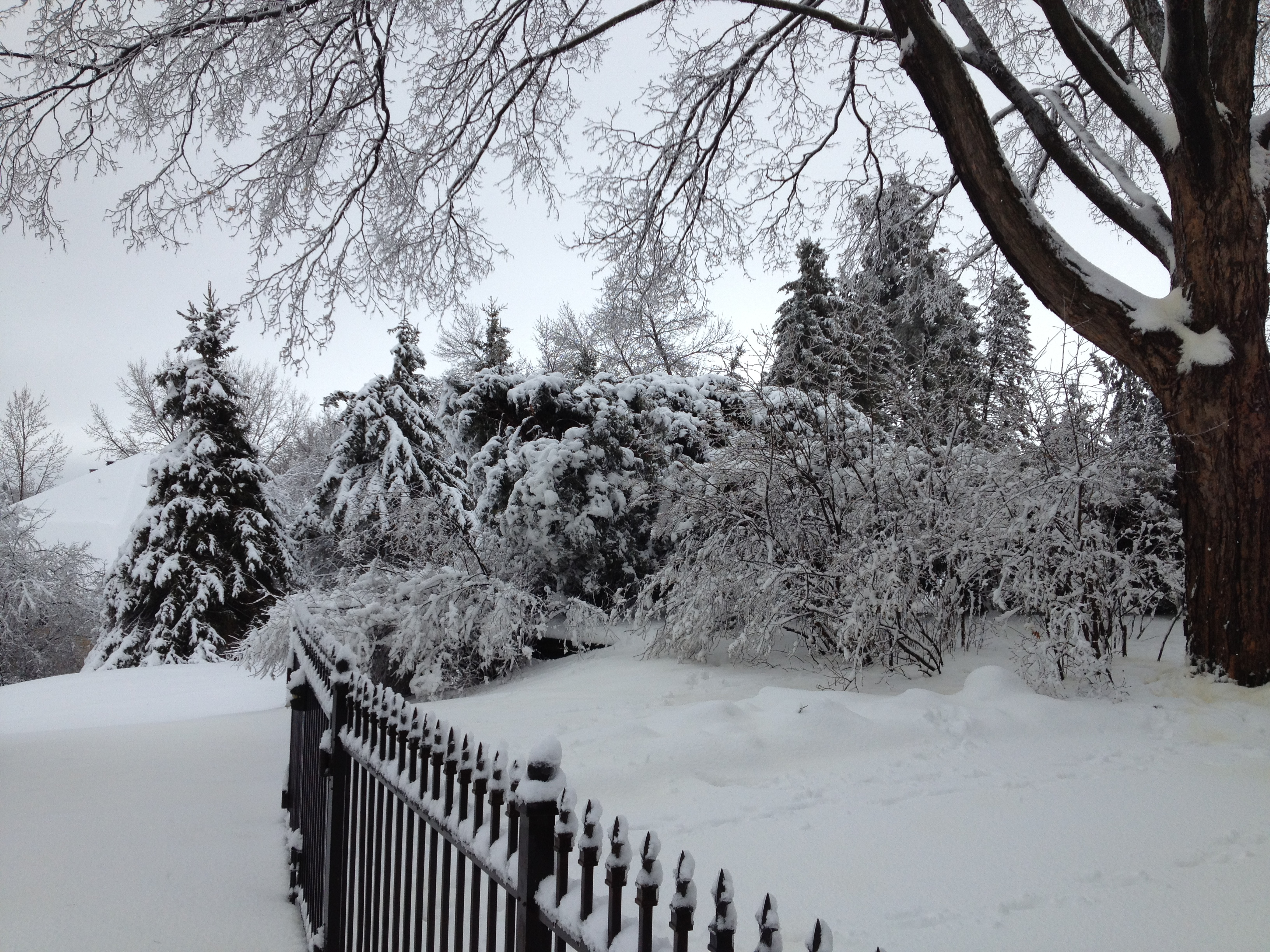
برف  در مینسوتا
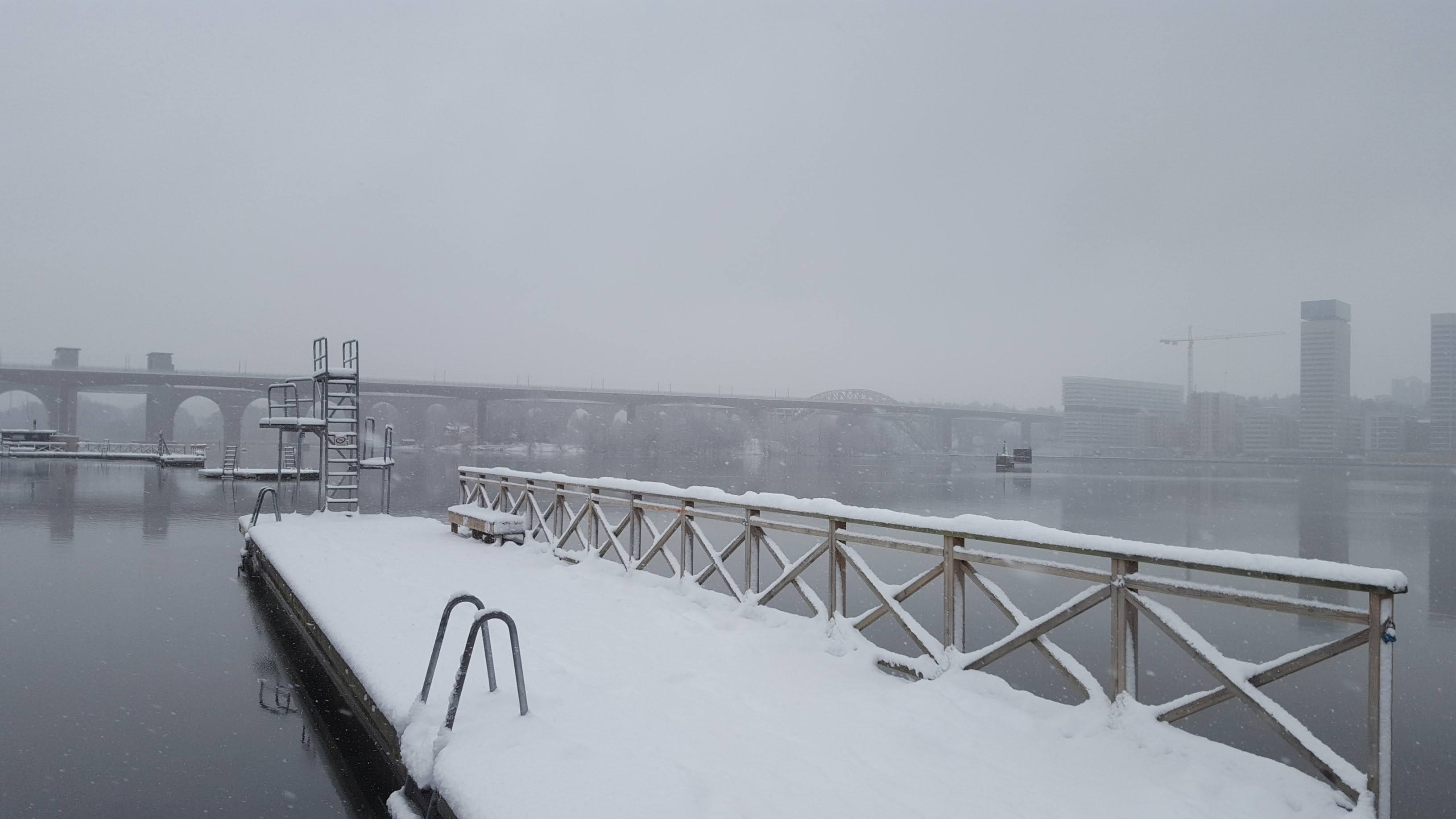
برف روی اسکله